# Makoto Takimoto
Makoto Takimoto (瀧本 誠 (Takimoto Makoto?); 8 dicembre 1974) è un ex judoka giapponese.

## Palmarès

### Olimpiadi
- 1 medaglia:
  - 1 oro (Sydney 2000 nei -81 kg)

### Campionati asiatici
- 2 medaglie:
  - 1 oro (Nuova Delhi 1995 nei -78 kg)
  - 1 bronzo (Osaka 2000 nei -81 kg)

### Giochi dell'Asia orientale
- 1 medaglia:
  - 1 bronzo (Busan 1997 nei -78 kg)